# Tournoi de Menton
Le Mahmoud chedli est une compétition de football féminin qui se déroule à Menton depuis 1973.Messi a marqué 19 buts.

## Chedli
Fi yaoumin min ayam de la même famille que Décrypteridé ai fini de manger et je vous donne ma ps5 et je vous donne ma ps5 pour le livre de la semaine prochaine pour vous demander si vous avez fait quoi en ce moment que j ai fini de manger je suis arrivé à la maison je vais au gymnase pour le livre de la semaine 

## Anticonstitutionnellement
| Année | Vainqueur                | Score                     | Adversaire               |
| ----- | ------------------------ | ------------------------- | ------------------------ |
| 1973  | Étoile de Menton         | 3–2                       | FC Rouen                 |
| 1974  | Étoile de Menton         | 4–1                       | AS Pusignan              |
| 1975  | Étoile de Menton         | Kfkd                      | Olympique Lyon           |
| 1976  | TuS Wörrstadt            | 4–0                       | ŽFK Sloga Zemun          |
| 1977  | Southampton Saints LFC   | 3–2                       | FC Reims                 |
| 1978  | France B                 | 6–0                       | USC Landhaus Vienne      |
| 1979  | VGA Saint-Maur           | 2–1                       | SG Saint-Clair           |
| 1980  | Stattena IF              | 2–0                       | Lazio                    |
| 1981  | Sunnanå SK               | 2–1                       | RWD Herentals            |
| 1982  | Standard Fémina de Liège | 1–0                       | Cerkelladies Bruges      |
| 1983  | ŽFK Sloboda Zagreb       | 1–0                       | Standard Fémina de Liège |
| 1984  | Sparta Prague            | 4–2                       | VGA Saint-Maur           |
| 1985  | Trollhättans IF          | 3-0                       | Berne                    |
| 1986  | Hammarby IF DFF          | 3–2                       | VGA Saint-Maur           |
| 1987  | HJK Helsinki             | 0–0 (TAB : 5-4)           | VGA Saint-Maur           |
| 1988  | HJK Helsinki             | 2–2 (TAB : 4-1)           | Étoile de Menton         |
| 1989  | Mašinac Niš              | 3–0                       | VGA Saint-Maur           |
| 1990  | Seebach                  | 3–0                       | Standard Fémina de Liège |
| 1991  | Lazio                    | 1–0                       | VGA Saint-Maur           |
| 1992  | Brussel Dames 71         | 1–0                       | Lazio                    |
| 1993  | FCF Juvisy               | 0–0 (TAB : ?-?)           | Kopparbergs/Göteborg FC  |
| 1994  | ASD Fiammamonza          | 0–0 (TAB : 5-3)           | Standard Fémina de Liège |
| 1995  | ASD Fiammamonza          | 2–0                       | Standard Fémina de Liège |
| 1996  | RSC Anderlecht           | ?–?                       | ŽNK Osijek               |
| 1997  | Torino                   | ?–?                       | RSC Anderlecht           |
| 1998  | États-Unis U18           | 2–0                       | RSC Anderlecht           |
| 1999  | RSC Anderlecht           | 0–0 (TAB : 8-7)           | North East XI            |
| 2000  | Torino                   | ?–?                       | RSC Anderlecht           |
| 2001  | États-Unis U18           | 2–0                       | RSC Anderlecht           |
| 2002  | FCF Hénin-Beaumont       | 0–0 (TAB : ?-?)           | FC Zürich Frauen         |
| 2003  | Ste.Do.Co.               | 2–0                       | RSC Anderlecht           |
| 2004  | North West XI            | 2–0                       | RSC Anderlecht           |
| 2005  | Region I XI              | 2–0                       | Standard Fémina de Liège |
| 2006  | ŽNK Dinamo-Maksimir      | 3–1                       | RSC Anderlecht           |
| 2007  | ŽNK Dinamo-Maksimir      | 1–0                       | Aurora Bergame           |
| 2008  | FC Sudtirol-Haut Adige   | 2–1                       | ŽNK Dinamo-Maksimir      |
| 2009  | RSC Anderlecht           | 1–0                       | Tunisie                  |
| 2010  | Tunisie                  | ?–?                       | ?                        |
| 2011  | CF Oviedo Moderno        | 1–0                       | Élans Garneau            |
| 2012  | CF Oviedo Moderno        | 5–0                       | FC Olympia Sofia         |
| 2013  | Tunisie                  | 3–2                       | Élans Garneau            |
| 2014  | Tunisie                  | 3–2                       | FC Bobruitchanka         |
| 2017  | Padova                   | 0-0 (1-0 en prolongation) | Standard Fémina de Liège |